# NGC 2767
NGC 2767 é uma galáxia espiral (S) localizada na direcção da constelação de Ursa Major. Possui uma declinação de +50° 24' 07" e uma ascensão recta de 9 horas, 10 minutos e 11,8 segundos.
A galáxia NGC 2767 foi descoberta em 8 de Março de 1831 por John Herschel.